# ساندر رایسته
ساندر رایسته (استونیایی: Sander Raieste؛ زادهٔ ۳۱ مارس ۱۹۹۹) بازیکن بسکتبال اهل اسپانیا است.
از باشگاه‌هایی که در آن بازی کرده‌است می‌توان به باشگاه بسکتبال ساسکی باسکونیا اشاره کرد.